# Cosmic Thing
Cosmic Thing är ett musikalbum av The B-52’s som utgavs 1989 av skivbolaget Reprise Records. Sex av albumets låtar producerades av Nile Rodgers och fyra av Don Was. Albumet innebar att gruppen gjorde comeback med den stora singelhiten "Love Shack". Skivan blev också deras största försäljningsframgång. I USA har det enligt RIAA sålt 4x platina. Albumet blev också mycket populärt i Australien och Nya Zeeland där det nådde förstaplatsen på respektive lands albumlistor.
Musikkritikern Robert Christgau menade att albumet var långt ifrån dåligt, men att tomrummet från den avlidne gitarristen Ricky Wilson var för stort att fylla.

## Låtlista
(alla låtar skrivna av Kate Pierson, Fred Schneider, Keith Strickland, och Cindy Wilson, låt 6 har text av Robert Waldrop)
1. "Cosmic Thing" - 3:50
2. "Dry County" - 4:54
3. "Deadbeat Club" - 4:45
4. "Love Shack" - 5:21
5. "Junebug" - 5:04
6. "Roam" - 4:54
7. "Bushfire" - 4:58
8. "Channel Z" - 4:49
9. "Topaz" - 4:20
10. "Follow Your Bliss" - 4:08

## Listplaceringar
- Billboard 200, USA: #4[3]
- UK Albums Chart, Storbritannien: #8[4]
- Nederländerna: #70[5]
- Topplistan, Sverige: #38[6]
- Australien: #1[7]
- Nya Zeeland: #1[8]